# Niederöblarn
Niederöblarn är en ort i kommunen Öblarn i distriktet Liezen i förbundslandet Steiermark i Österrike. Niederöblarn var tidigare en självständig kommun, men blev den 1 januari 2015 en del av  kommunen Öblarn.
Kommunen består av fyra orter (Ortschaften) (inom parentes invånarantal 1 januari 2024):
- Gritschenberg (88)
- Moosberg auch Sonnberg (28)
- Niederöblarn (436)
- Straßerberg (11)